# 9822 Hajduková
A 9822 Hajdukova (ideiglenes jelöléssel 4114 T-1) a Naprendszer kisbolygóövében található aszteroida. Cornelis Johannes van Houten, Ingrid van Houten-Groeneveld és Tom Gehrels fedezte fel 1971. március 26-án.